# Lavrencijeve anorganske spojine
Iskanje lavrencijevih spojin je zaradi kratke razpolovne dobe vseh njegovih izotopov zelo oteženo. Lavrencij naj bi tvoril binarne spojine – halide, okside, halidne komplekse, halkogenide in pniktogenide.

## Seznam
- Lavrencijev triklorid – LrCl3[2]